# Edward William Payton
Edward William Payton (Warwickshire, Anglia, 1859.–1944.) új-zélandi fotográfus, festő.

## Élete
Warwickshire megyében született Angliában. Birminghamben, a Municipal School of Artban végzett művészeti tanulmányokat E. R. Taylor irányítása alatt. Országos művészeti versenyeken nyert díjakat.
1882 körül Ausztráliába utazott, majd 1883-ban tovább ment Új-Zélandra. A legdélebbi városból, Bluffból kiindulva járta be az országot, mindenütt vázlatokat készítve. Aucklandból meglátogatta a geotermikus területeket, látta a Rózsaszín és fehér teraszokat még a Tarawera-vulkán kitörése előtt, majd két nappal azután is, és megfestette a tájat; festményéből színes nyomatot készítettek. Round About New Zealand címmel 1888-ban kiadta az utazásairól szóló naplórészleteit, vázlatait.
Aucklandben telepedett le, a helyi polgárság támogatásával művészeti iskolát nyitott Elam School of Art néven. Payrton visszautazott Angliába, hogy megszerezze az iskola vezetéséhez szükséges képesítést, majd 1890-től 1924-ig az iskola igazgatója volt. Ezután Rotoruába vonult vissza.
Munkái számos kiállításon szerepeltek életében, és ma is megtalálhatók a fontosabb új-zélandi múzeumokban.

## Galéria

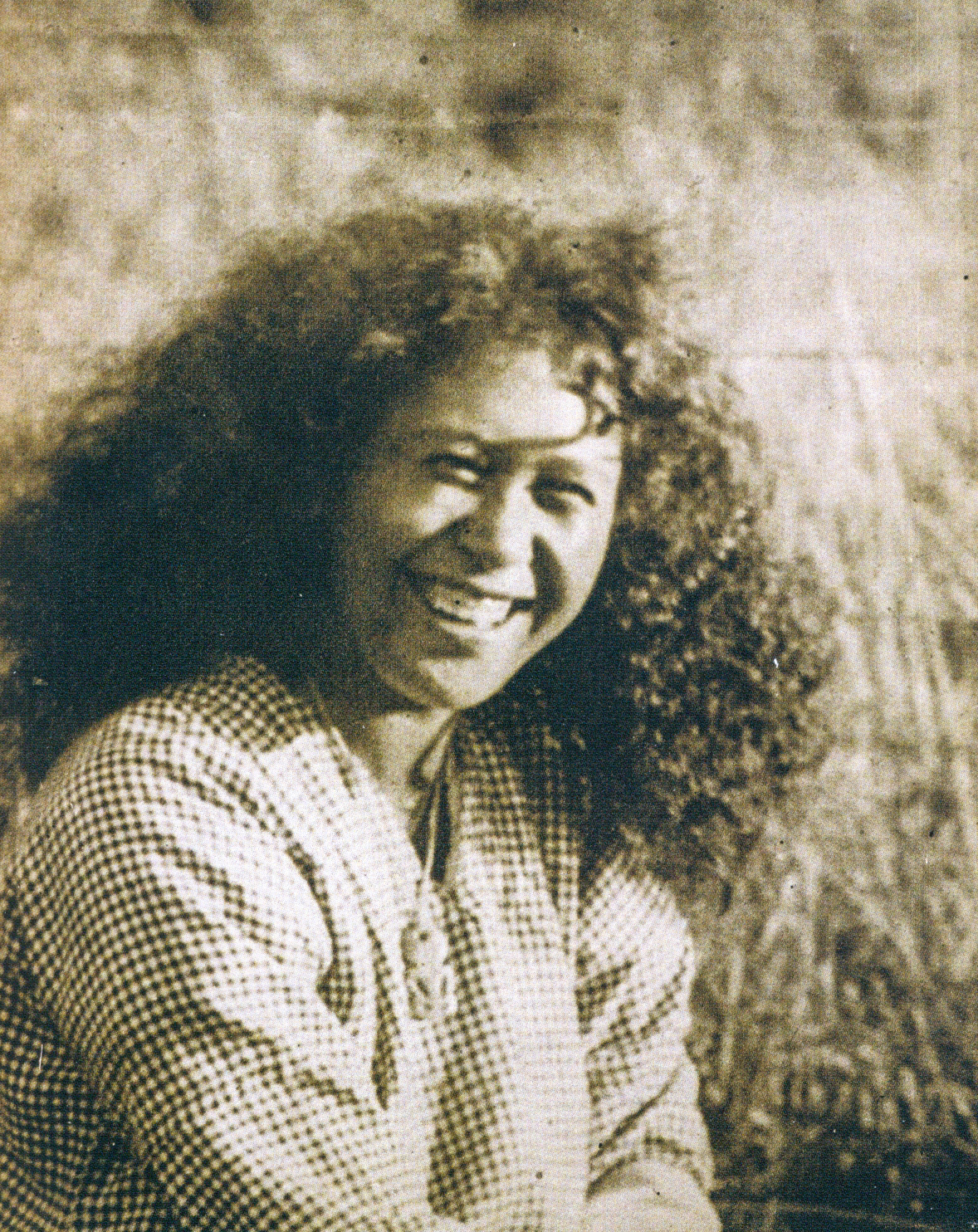
Maori nő, portré-tanulmány
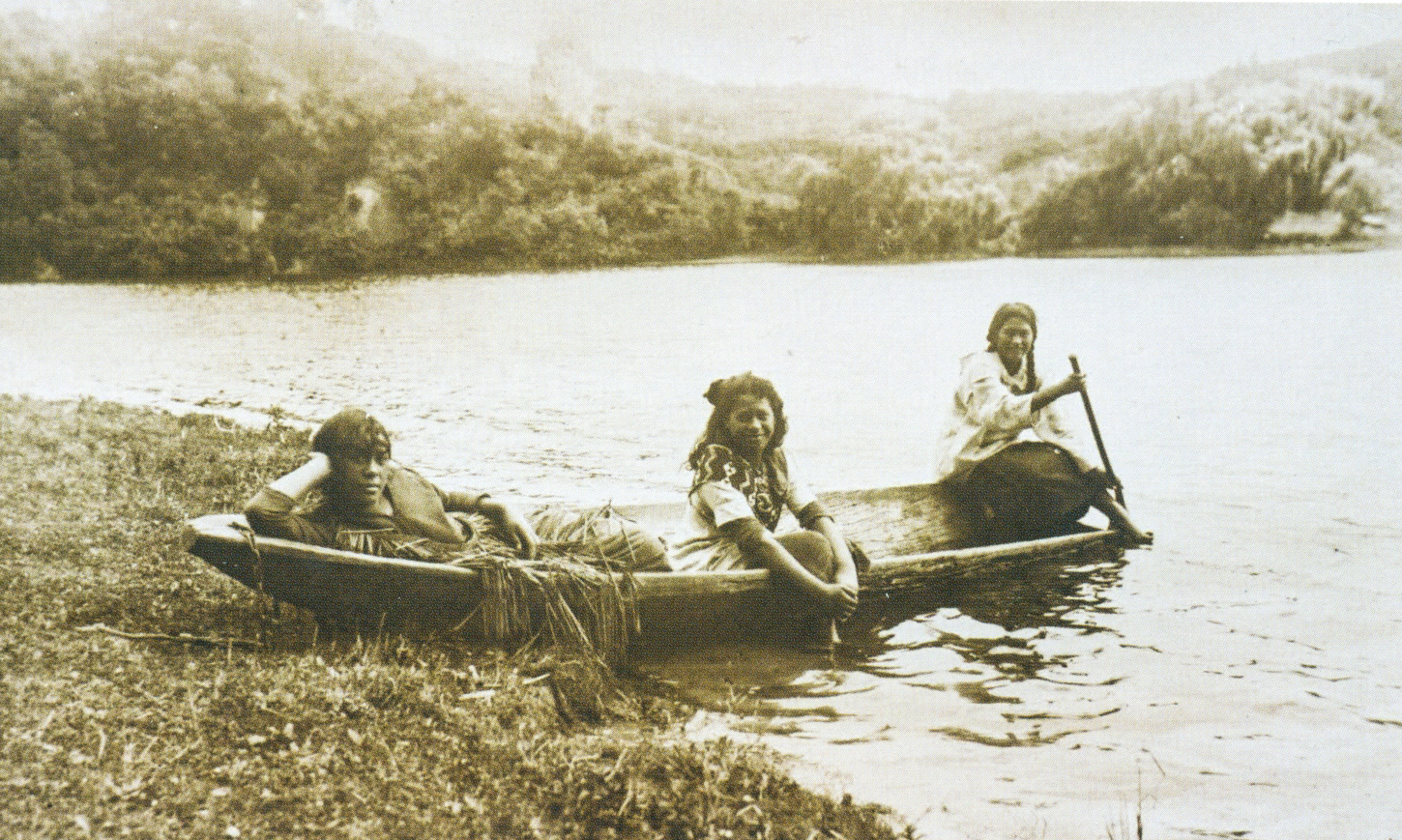
Három maori nő egy kenuban
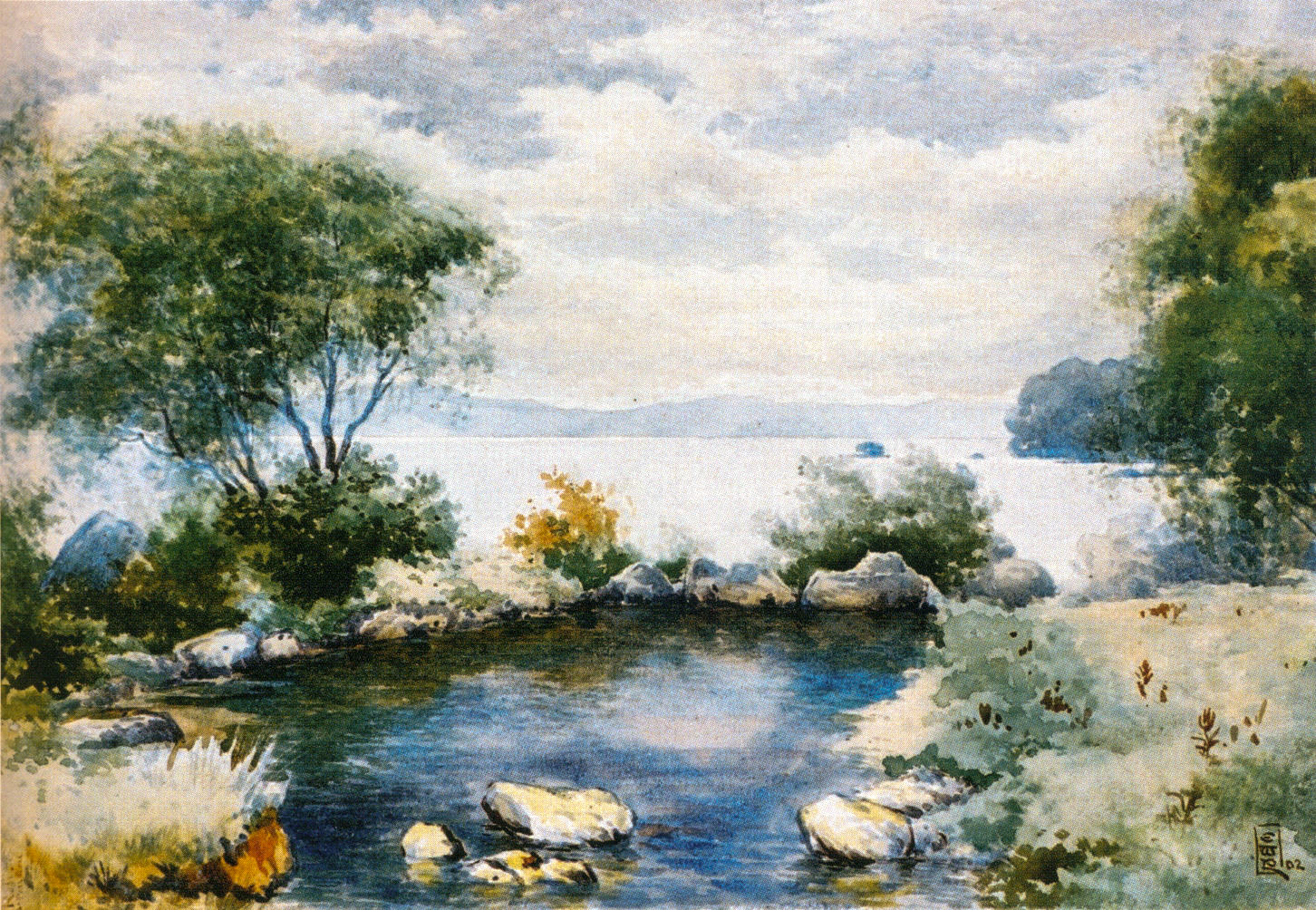
Kultikus fürdőhely Mokoia szigetén
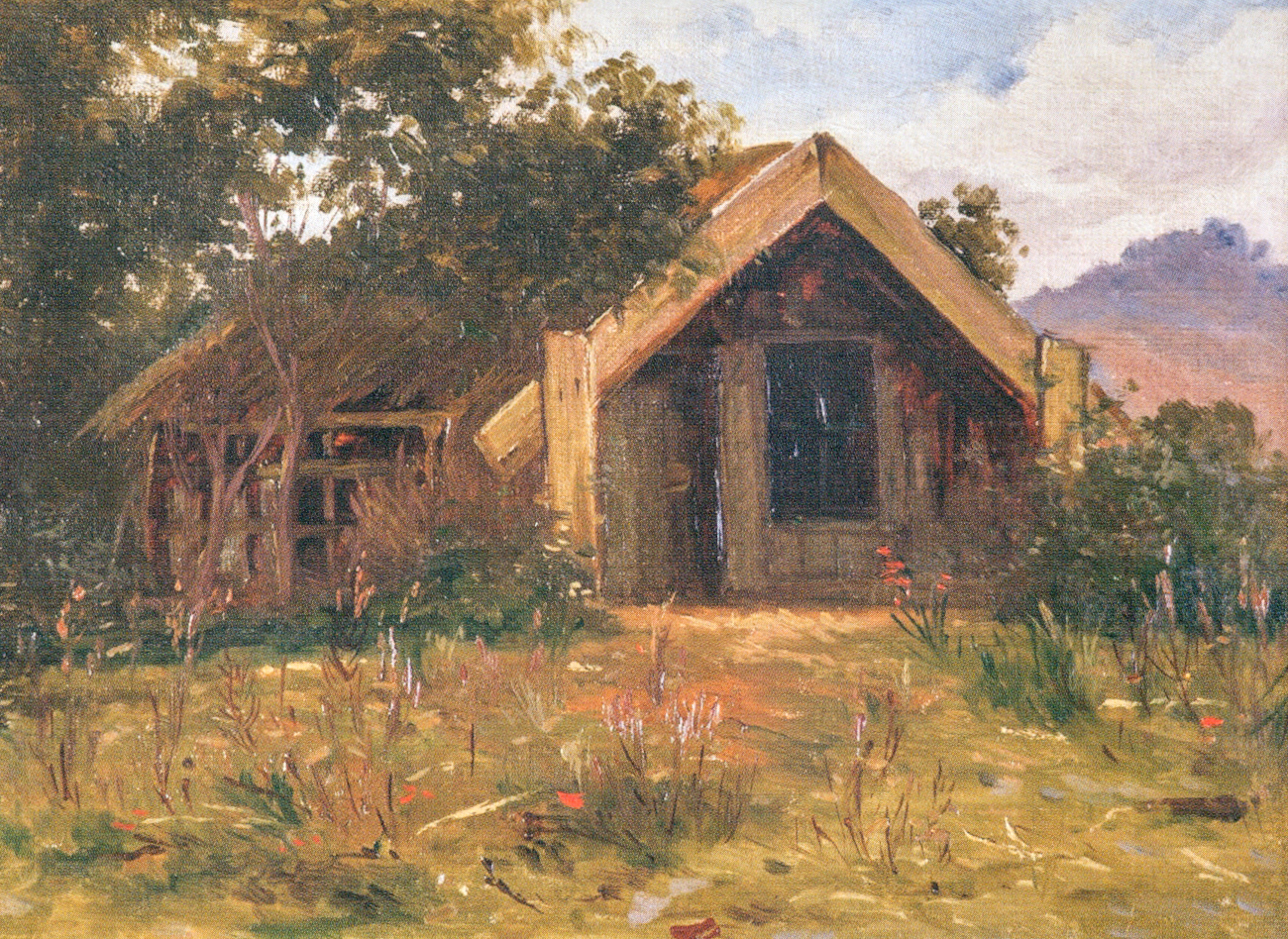
Elhagyott maori ház Rotorua közelében